# 瘦中肢水蚤
瘦中肢水蚤（学名：Mesorhabdus gracilis）为異肢水蚤科中肢水蚤屬下的一个种。

## 扩展阅读
- 維基物種上的相關：瘦中肢水蚤